# 미나미카와치군

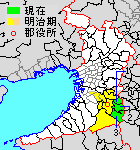
오사카부 미나미카와치군 (1.다이시정, 2.가난정, 3.지하야아카사카촌, 연노랑: 나중에 다른 군에 편입)

미나미카와치군(일본어: 南河内郡, みなみかわちぐん)은 일본 오사카부에 있는 군이다.
인구 31,642명, 면적 76.73km², 인구밀도 412명/km².(2025년 3월 1일, 추계인구)
이하 2정 1촌으로 구성된다.
- 가난정(河南町)
- 다이시정(太子町)
- 지하야아카사카촌(千早赤阪村)

## 군역
1896년 행정 구역으로 발족 당시의 군역은 위의 2정 1촌 외에 아래 구역에 해당한다.
- 돈다바야시시, 가와치나가노시, 하비키노시, 후지이데라시, 오사카사야마시 전역
- 사카이시
  - 히가시구, 미하라구 전역
  - 기타구의 일부
- 야오시의 일부
- 마쓰바라시의 일부
- 가시와라시의 일부

## 역사
- 1896년

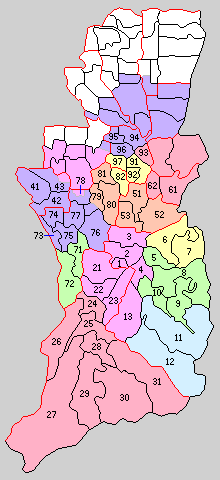
1.돈다바야시촌 2.신도촌 3.기시촌 4.오토모촌 5.이시카와촌 6.시나가촌 7.야마다촌 8.시라키촌 9.고우치촌 10.나카촌 11.아카사카촌 12.지하야촌 13.도조촌 21.쓰즈야마촌 22.니시코리촌 23.오치카타촌 24.이치시노촌 25.나가노촌(나가노정) 26.아마노촌 27.다코촌 28.밋카이치촌 29.가가타촌 30.아마미촌 31.가와카미촌 41.가나오카촌 42.미나미야시모촌 43.기타야시모촌 51.후루이치촌 52.고마가타니촌 53.니시우라촌 61.고쿠부촌 62.다마테촌 71.사야마촌 72.산토촌 73.오쿠사촌 74.히키쇼촌 75.노다촌 76.히라오촌 77.구로야마촌 78.단난촌 79.단피촌 80.하니우촌 81.다카와시촌 82.나가노촌(후지이데라촌) 91·92.도묘지촌 93.가시와라촌 94.시키촌 96.오타촌 97.고야마촌 (왼쪽 보라: 사카이시 아래 분홍: 돈다바야시시 아래 빨강: 가와치나가노시 주황: 하비키노시 위 노랑: 후지이데라시 오른쪽 녹색: 오사카사야마시 오른쪽 보라: 야오시 위 분홍: 마쓰바라시 위 빨강: 가시와라시 아래 노랑: 다이시정 오른쪽 노랑: 가난정 하늘색: 지하야아카사카촌 95는 나카카와치군 미사모토촌)

  - 4월 1일 - 군제 시행에 따라 이시카와군·니시고리군·야카미군·후루이치군·아스카베군·단난군 및 시키군의 일부 구역으로 미나미카와치군이 발족. 나가노촌은 구 단난군과 구 니시고리군의 두 곳이 있었다.(49촌)
    - 구 이시카와군(13촌) - 돈다바야시촌(富田林村), 신도촌(新堂村), 기시촌(喜志村), 오토모촌(大伴村)(현 돈다바야시시), 이시카와촌(石川村)(현 가난정), 시나가촌(磯長村), 야마다촌(山田村)(현 다이시정), 시라키촌(白木村), 고우치촌(河内村), 나카촌(中村)(현 가난정), 지하야촌(千早村), 아카사카촌(赤阪村)(현 지하야아카사카촌), 도조촌(東条村)(현 돈다바야시시)
    - 구 니시고리군(11촌) - 쓰즈야마촌(廿山村), 니시코리촌(錦郡村), 오치카타촌(彼方村)(현 돈다바야시시), 이치시노촌(市新野村), 나가노촌(長野村), 아마노촌(天野村), 다코촌(高向村), 밋카이치촌(三日市村), 가가타촌(加賀田村), 아마미촌(天見村), 가와카미촌(川上村)(현 가와치나가노시)
    - 구 야카미군(3촌) - 가나오카촌(金岡村)(현 사카이시 기타구), 미나미야시모촌(南八下村)(현 사카이시 히가시구, 미하라구), 기타야시모촌(北八下村)(현 사카이시 기타구, 마쓰바라시)
    - 구 후루이치군(3촌) - 후루이치촌(古市村), 고마가타니촌(駒ヶ谷村), 니시우라촌(西浦村)(현 하비키노시)
    - 구 아스카베군(2촌) - 고쿠부촌(国分村), 다마테촌(玉手村)(현 가시와라시)
    - 구 단난군(12촌) - 사야마촌(狭山村), 산토촌(三都村)(현 오사카사야마시), 오쿠사촌(大艸村), 히키쇼촌(日置荘村), 노다촌(野田村)(현 사카이시 히가시구), 히라오촌(平尾村), 구로야마촌(黒山村)(현 사카이시 미하라구), 단난촌(丹南村)(현 사카이시 미하라구, 마쓰바라시), 단피촌(丹比村)(현 사카이시 미하라구, 하비키노시), 하니우촌(埴生村), 다카와시촌(高鷲村)(현 하비키노시), 나가노촌(長野村)(현 후지이데라시)
    - 구 시키군(5촌) - 도묘지촌(道明寺村)(현 후지이데라시), 가시와라촌(柏原村)(현 가시와라시), 시키촌(志紀村), 오타촌(太田村)(현 야오시), 고야마촌(小山村)(현 후지이데라시)

  - 5월 4일 - 나가노촌(구 단난군)이 개칭하여 후지이데라촌(藤井寺村)이 됨.
  - 8월 8일 - 돈다바야시촌이 정제 시행으로 돈다바야시정(富田林町)이 됨.(1정 48촌)
- 1899년 3월 30일 - 쓰즈야마촌이 개칭하여 가와니시촌(川西村)이 됨.
- 1905년 5월 20일 - 오쿠사촌(大艸村)이 개칭하여  오쿠사촌(大草村)이 됨.
- 1910년 9월 1일 - 나가노촌(구 니시고리군)이 정제 시행으로 나가노정(長野町)이 됨.(2정 47촌)
- 1913년 5월 1일 - 오타촌이 나카카와치군 미사모토촌(三木本村)에 편입.(2정 46촌)
- 1915년
  - 1월 1일 - 가시와라촌이 정제 시행으로 가시와라정(柏原町)이 됨.(3정 45촌)
  - 11월 10일 - 고야마촌·후지이데라촌이 합병하여, 새로이 후지이데라촌이 발족.(3정 44촌)
- 1916년
  - 4월 1일 - 이치시노촌이 개칭하여 지요다촌(千代田村)이 됨.
  - 8월 1일 - 후루이치촌이 정제 시행으로 후루이치정(古市町)이 됨.(4정 43촌)
- 1926년 7월 20일 - 야마다촌의 일부가 시나가촌에, 시나가촌의 일부가 야마다촌에 각각 편입.
- 1928년 10월 15일 - 후지이데라촌이 정제 시행으로 후지이데라정(藤井寺町)이 됨.(5정 42촌)
- 1931년
  - 6월 1일 - 고쿠부촌·다마테촌이 합병하여, 새로이 고쿠부촌이 발족.(5정 41촌)
  - 6월 16일 - 사야마촌·산토촌이 합병하여, 새로이 사야마촌이 발족.(5정 40촌)
- 1938년 9월 1일 - 가나오카촌이 사카이시에 편입.(5정 39촌)
- 1939년 7월 1일 - 가시와라정이 나카카와치군 가타시모촌·가타카미촌과 합병하여, 나카가와치군 가시와라정이 발족.(4정 39촌)
- 1940년 6월 1일 - 나가노정·지요다촌·아마노촌이 합병하여, 새로이 나가노정이 발족.(4정 37촌)
- 1941년 4월 1일 - 고쿠부촌이 정제 시행으로 고쿠부정(国分町)이 됨.(5정 36촌)
- 1942년 4월 1일 - 돈다바야시정·신도촌·기시촌·오토모촌·가와니시촌·니시코리촌·오치카타촌이 합병하여, 새로이 돈다바야시정이 발족.(5정 30촌)
- 1950년 4월 1일(5정 28촌)
  - 돈다바야시정이 시제 시행으로 돈다바야시시(富田林市)가 되어, 군에서 이탈.
  - 노다촌·오쿠사촌이 합병하여, 도미오카정(登美丘町)이 발족.
- 1951년
  - 1월 1일 - 도묘지촌이 정제 시행으로 도묘지정(道明寺町)이 됨.(6정 27촌)
  - 4월 1일 - 사야마촌이 정제 시행으로 사야마정(狭山町)이 됨.(7정 26촌)
  - 9월 1일 - 히키쇼촌이 정제 시행으로 히키쇼정(日置荘町)이 됨.(8정 25촌)
- 1954년 4월 1일 - 나가노정·밋카이치촌·다코촌·아마미촌·가가타촌·가와카미촌이 합병하여, 가와치나가노시(河内長野市)가 발족, 군에서 이탈.(7정 20촌)
- 1955년 4월 1일 - 다카와시촌이 정제 시행으로 다카와시정(高鷲町)이 됨.(8정 19촌)
- 1956년
  - 1월 1일 - 시키촌이 정제 시행으로 시키정(志紀町)이 됨.(9정 18촌)
  - 9월 30일(10정 4촌)
    - 시나가촌·야마다촌이 합병하여, 다이시정(太子町)이 발족.
    - 고쿠부정이 나카카와치군 가시와라정과 합병하여, 새로이 나카카와치군 가시와라정이 발족.
    - 이시카와촌·시라키촌·고우치촌·나카촌이 합병하여, 가난정(河南町)이 발족.
    - 히라오촌·구로야마촌·단난촌이 합병하여, 미하라정(美原町)이 발족.
    - 지하야촌·아카사카촌이 합병하여, 지하야아카사카촌(千早赤阪村)이 발족.
    - 후루이치정·다카와시정·하니우촌·니시우라촌·고마가타니촌·단피촌이 합병하여, 미나미오사카정(南大阪町)이 발족.
- 1957년
  - 1월 15일 - 도조촌이 돈다바야시시에 편입.(10정 3촌)
  - 4월 1일(9정 3촌)
    - 시키정이 야오시에 편입.
    - 미나미오사카정의 일부가 미하라정에 편입.
    - 미하라정의 일부가 마쓰바라시에 편입.

  - 10월 15일 - 기타야시모촌이 분할되어, 일부가 마쓰바라시에, 잔여부가 사카이시에 각각 편입.(9정 2촌)
- 1958년
  - 7월 1일 - 미나미야시모촌이 분할되어, 일부가 미하라정, 잔여부가 사카이시에 편입.(9정 1촌)
  - 10월 20일 - 히키쇼정이 사카이시에 편입.(8정 1촌)
- 1959년
  - 1월 15일 - 미나미오사카정이 시제 시행과 개칭으로 하비키노시(羽曳野市)가 되어, 군에서 이탈.(7정 1촌)
  - 4월 20일 - 후지이데라정·도묘지정이 합병하여, 후지이데라도묘지정이 발족.(6정 1촌)
- 1960년 1월 1일 - 후지이데라도묘지정이 개칭하여 미사사기정(美陵町)이 됨.
- 1962년 4월 1일 - 登美丘町が堺市에 편입.(5정 1촌)
- 1966년 11월 1일 - 미사사기정이 시제 시행과 개칭으로 후지이데라시(藤井寺市)가 되어, 군에서 이탈.(4정 1촌)
- 1987년 10월 1일 - 사야마정이 시제 시행과 개칭으로 오사카사야마시(大阪狭山市)가 되어, 군에서 이탈.(3정 1촌)
- 2005년 2월 1일 - 미하라정이 사카이시에 편입.(2정 1촌)